# Estouches
Estouches là một xã ở tỉnh Essonne thuộc vùng Île-de-France miền bắc nước Pháp.
Theo điều tra dân số năm 1999, dân số xã này là 182 người. Ước tính dân số năm 2004 là 206.
Danh xưng cư dân địa phương Estouches trong tiếng Pháp là Estornaciens.